# Melasma rhinanthoides
Melasma rhinanthoides là loài thực vật có hoa thuộc họ Cỏ chổi. Loài này được (Cham. & Schltdl.) Benth. mô tả khoa học đầu tiên năm 1835.